# Двойно лъчепречупване
Двойно лъчепречупване е оптичното свойство на материалите, имащи показател на пречупване, зависещо от поляризацията и посоката на разпространение на светлината. Такива анизотропни материали се наричат двойнопречупващи. Двойното лъчепречупване често се определя количествено като максималната разлика между показателите на пречупване, проявени от материала. Кристалите с некубична кристална структура често са двойнопречупващи, каквито са и пластмасите под механично напрежение.
Двойното лъчепречупване е отговорно за феномена, при който лъч светлина, падащ върху двойнопречупващ материал, се разделя от поляризацията на два лъча с леко различни пътища. Този ефект за пръв път е описан от датския учен Расмус Бартолин през 1669 г., който го наблюдава в калцит – кристал, имащ едно от най-силните двойни лъчепречупвания. Все пак, едва през 19 век Огюстен Френел описва феномена от гледна точка на поляризацията, разбирайки светлината като вълна с напречна поляризация (перпендикулярна на посоката на вълновия вектор).

## Обяснение

### Едноосни материали
Най-простият тип двойно лъчепречупване е униаксиално или едноосно, което означава, че по отношение на разпространението на светлинните лъчи в кристал съществува само една посока на оптична анизотропия, докато всички останали посоки са еквивалентни. Следователно, при завъртане на кристала около тази ос оптичното му поведение не се променя. Тази специална посока е известна като оптична ос на кристала. Лъч светлина с поляризация, перпендикулярна на оптичната ос, се пречупва с показател на пречупване no (на английски: ordinary, обикновен). Лъч светлина с поляризация по посока на оптичната ос се пречупва с различен показател на пречупване ne (на английски: extraordinary, необикновен). За всеки лъч със смесена поляризация съществува една част обикновен лъч и останалата част необикновен лъч. Обикновеният лъч винаги би имал показател на пречупване no, докато показателят на пречупване на необикновения лъч би бил между no и ne, в зависимост от т.нар. диелектричен елипсоид на показателите на пречупване, характерен за анизотропните кристали. Двойното лъчепречупване характеризира именно големината на тази разлика:
{\displaystyle \Delta n=n_{e}-n_{o}\,}.
При преминаване през границата между две произволни среди пречупването (както и отражението) на обикновения лъч се подчиняват на формулите на Френел. За разлика от него, необикновеният лъч не се разпространява като вълна в хомогенен оптичен материал. Неговото пречупване (и отражение) може да бъде разбрано, ако се въведе ефективен показател на пречупване (със стойност между no и ne). Всъщност необикновеният лъч е нехомогенна вълна, чийто поток на енергията (определен от вектора на Пойнтинг) не тече точно по посока на вълновия вектор. Това причинява допълнително странично отместване на този лъч, дори когато пада нормално на повърхността, както често може да се наблюдава, използвайки калцитов кристал. Завъртането на кристала предизвиква едното от двете изображения, това на необикновения лъч, да се завърти леко спрямо това от обикновения лъч, което остава непроменено.
Когато светлината се разпространява или точно по посока, или перпендикулярно на оптичната ос, такова латерално отместване не се наблюдава. В първия случай, и двете поляризации имат еднакъв ефективен показател на пречупване, така че необикновен лъч няма. Във втория случай, необикновеният лъч се разпространява с различна фазова скорост (съответстваща на ne), но не е нехомогенна вълна. Кристал с оптична ос, ориентирана успоредно на оптичната повърхност, може да бъде използван като вълнова пластина, в която няма изкривяване на изображението, а само умишлено се модифицира състоянието на поляризация на падащата вълна.

### Двуосни материали
Случаят на двуосните (биаксиални) кристали е значително по-сложен. Те се характеризират с три различни показателя на пречупване, съответстващи на трите основни оси в кристала. За повечето направления на лъча, и двете поляризации биха били класифицирани като необикновени, но с различни ефективни показатели на пречупване. Бидейки необикновени вълни обаче, посоката на енергийния поток не е еднаква с посоката на вълновия вектор и в двата случая.
Двата показателя на пречупване могат да бъдат определени, използвайки показателни елипсоиди за дадени посоки на поляризация. Трябва да се отбележи, че за биаксиални кристали показателният елипсоид не е ротационен елипсоид (сфероид), а се описва от три различни основни показателя на пречупване nα, nβ и nγ. Следователно няма ос, около която завъртането да оставя оптичните свойства непроменени (както е при едноосните кристали, чийто показателен елипсоид е сфероид).
Въпреки че няма ос на симетрия, има две оптични оси, които са дефинирани като посоки, по които светлината може да се разпространява без двойно пречупване, т.е. посоки, по които дължината на вълната не зависи от поляризацията. Поради тази причина, двойнопречупващите материали с три ясни показателя на пречупване се наричат биаксиални. Освен това, съществуват още две отделни оси, познати като оптични лъчеви оси или бирадиали, по чията дължина груповата скорост на светлината не зависи от поляризацията.

### Двойно лъчепречупване
Когато произволен лъч светлина попадне върху повърхността на двойнопречупващ материал, поляризациите, съответстващи на обикновените и необикновените лъчи, обикновено преминават по леко различни пътища. Неполяризираната светлина е съставена от равно количество енергия във всяка от двете ортогонални поляризации и дори поляризираната светлина (с изключение на специални случаи) би имала някаква енергия във всяка от тези поляризации. Според закона на Снелиус за пречупването, ъгълът на пречупване би се определил от ефективния показател на пречупване, който е различен за тези две поляризации. Това се вижда ясно например в призма на Уоластън, която е проектирана така, че да разделя попадащата светлина на два лъча с различни линейни поляризации, използвайки двойнопречупващ материал като калцит.
Различните ъгли на пречупване за двете поляризации са показани на фигурата в началото на страницата, с оптичната ос по дължина на повърхността (и перпендикулярна на равнината), така че ъгълът на пречупване е различен за p поляризацията (обикновеният лъч в този случай, с поляризация, перпендикулярна на оптичната ос) и s поляризацията (необикновеният лъч с поляризация по дължина на оптичната ос).
Отделна форма на двойно пречупване възниква в случаите, когато оптичната ос не е по дължина на пречупващата повърхност. В този случай векторът на електрическата поляризация на двойнопречупващия материал не е точно по посока на електричното поле на вълната за необикновения лъч. Посоката на енергийния поток (извеждана от вектора на Пойнтинг) за тази нехомогенна вълна сключва ъгъл с посоката на вълновия вектор, което води до допълнително разделяне между тези лъчи. Така че дори и в случая на нормално падане, (тогава ъгълът на пречупване е нула), енергията на необикновения лъч може да се разпространява под ъгъл. Това може да се наблюдава при парче калцит, срязано подходящо по отношение на оптичната му ос и поставено над лист с изписан текст.

## Често срещани двойнопречупващи материали
Най-характерните двойнопречупващи материали са кристалите. Поради специфичната си кристална структура, техните показатели на пречупване са добре определени. В зависимост от симетрията на кристалната структура, кристали в тази група могат да бъдат принудени да са изотропни (не двойнопречупващи), да имат униаксиална симетрия или да са биаксиални. Кристалните структури, позволяващи униаксиално и биаксиално двойно пречупване са показани в двете таблици по-долу, като са изброени двата или трите основни показателя на пречупване (при дължина на вълната 590 nm) на някои по-широко разпространени кристали.
Много пластмаси са двойнопречупващи, защото техните молекули за „замръзнали“ в разтеглена формация, когато пластмасата е била оформена. Например обикновеният целофан е двойнолъчепречупващ. За да се установ иналичието на механично напрежение в пластмаси като полистирен и поликарбонат често се използват поляризатори.
Влакната от памук са двойнолъчепречупващи, заради високите нива на целулозен материал във вторичните клетъчни стени на влакното.
Микроскопията с поляризирана светлина се използва широко в биологичните тъкани, тъй като много биологични материали са двойнопречупващи. Колагенът, намиращ се в хрущяли, сухожилия, кости, роговици и други части на тялото, е двойнопречупващ и често е изучаван с микроскопия с поляризирана светлина. Някои протеини също са двойнопречупващи.
Неизбежните производствени несъвършенства при оптичните влакна водят до възникване на двойно лъчепречупване, което причинява нежелано разширяване на импулса при комуникациите с оптични влакна. Такива несъвършенства могат да бъдат чисто геометрични (липса на кръгова симетрия), или поради механични напрежения вътре във влакното и/или огъване. Понякога двойното лъчепречупване се внася нарочно (например, като се направи напречното сечение елипсовидно), за да се създаде оптично влакно, което да поддържа поляризация.
В допълнение към анизотропията в електричната поляризация (диелектрична възприемчивост), наличието на анизотропия в магнитната поляризация (магнитна проницаемост) също може да причини двойно лъчепречупване. Все пак, при оптични честоти, стойностите на магнитната проницаемост за природните материали не са измеримо различни от µ0, така че това не е източник на оптично двойно пречупване в практиката.
| Материал                    | Кристална система | no     | ne     | Δn      |
| --------------------------- | ----------------- | ------ | ------ | ------- |
| бариев борат BaB2O4         | тригонална        | 1.6776 | 1.5534 | −0.1242 |
| берил Be3Al2(SiO3)6         | хексагонална      | 1.602  | 1.557  | −0.045  |
| калцит CaCO3                | тригонална        | 1.658  | 1.486  | −0.172  |
| лед H2O                     | хексагонална      | 1.309  | 1.313  | +0.004  |
| литиев ниобат LiNbO3        | тригонална        | 2.272  | 2.187  | −0.085  |
| магнезиев флуорид MgF2      | тетрагонална      | 1.380  | 1.385  | +0.006  |
| кварц SiO2                  | тригонална        | 1.544  | 1.553  | +0.009  |
| рубин Al2O3                 | тригонална        | 1.770  | 1.762  | −0.008  |
| рутил TiO2                  | тетрагонална      | 2.616  | 2.903  | +0.287  |
| сапфир Al2O3                | тригонална        | 1.768  | 1.760  | −0.008  |
| силициев карбид SiC         | хексагонална      | 2.647  | 2.693  | +0.046  |
| турмалин (complex silicate) | тригонална        | 1.669  | 1.638  | −0.031  |
| циркон, висок ZrSiO4        | тетрагонална      | 1.960  | 2.015  | +0.055  |
| циркон, нисък ZrSiO4        | тетрагонална      | 1.920  | 1.967  | +0.047  |

| Материал                                   | Кристална система | nα    | nβ    | nγ    |
| ------------------------------------------ | ----------------- | ----- | ----- | ----- |
| боракс Na2(B4O5)(OH)4·8(H2O)               | моноклинна        | 1.447 | 1.469 | 1.472 |
| магнезиев сулфат MgSO4·7(H2O)              | моноклинна        | 1.433 | 1.455 | 1.461 |
| слюда, биотит K(Mg,Fe) 3AlSi 3O 10(F,OH) 2 | моноклинна        | 1.595 | 1.640 | 1.640 |
| слюда, мусковит KAl2(AlSi3O10)(F,OH)2      | моноклинна        | 1.563 | 1.596 | 1.601 |
| оливин (Mg, Fe)2SiO4                       | ромбична          | 1.640 | 1.660 | 1.680 |
| перовскит CaTiO3                           | ромбична          | 2.300 | 2.340 | 2.380 |
| топаз Al2SiO4(F,OH)2                       | ромбична          | 1.618 | 1.620 | 1.627 |
| улексит NaCaB5O6(OH)6·5(H2O)               | триклинна         | 1.490 | 1.510 | 1.520 |

## Измерване
Двойното лъчепречупване и други оптични ефекти, свързани с поляризацията, могат да бъдат измерени, като се измерват промените в поляризацията на светлината, преминаваща през материала. Този вид измервания са познати като поляриметрия. Микроскопите с поляризирана светлина съдържат два кръстосани поляризатора (на 90° един спрямо друг) и с тях се визуализира двойното пречупване. Измервания на двойно лъчепречупване са правени с фазово модулирани системи, за да се проучи преходното поведение на потока на флуиди.
Двойното пречупване на липидна мембрана (бислой) може да бъде измерено, използвайки двойно поляризираща интерферометрия. Това дава оценка на степента на порядък в тези флуидни слоеве и как този порядък се нарушава, когато мембраната взаимодейства с други биомолекули.

## Приложения
Двойното лъчепречупване се използва в много оптични устройства. При течнокристалните дисплеи, най-широко разпространеният вид плоскопанелни дисплеи, пикселите могат да стават по-светли или по-тъмни чрез въртене на поляризацията (кръгово двойно пречупване) на линейно поляризирана светлина от тънкослоен поляризатор. По подобен начин, светлинните модулатори променят интензитета на светлината чрез електрически индуцирано двойно пречупване на поляризирана светлина. Забавителните пластини са тънки двойнолъчепречупващи пластини, широко използвани в някои оптични устройства за модифициране на състоянието на поляризация на светлината, преминаваща през тях.
Двойното пречупване също играе важна роля в генерацията на втора хармонична и други нелинейни оптични компоненти, тъй като кристалите, използвани за тази цел, са почти винаги двойнолъчепречупващи. Коригирайки ъгъла на падане, ефективният показател на пречупване на необикновения лъч може да бъде регулиран така, че да се постигне фазово синхронизиране, което е нужно за ефективната работа на такива устройства.

### Медицина
Двойното пречупване се използва в медицинската диагностика. Една от мощните добавки, използвани в оптичните микроскопи, са чифт кръстосани поляризиращи филтри. Светлината от източника бива поляризирана в направление X, след като премине през първия поляризатор, но над пробата има кръстосан поляризатор (анализатор), ориентиран в направление Y. Следователно, светлината от източника би се погасила (тъмен фон). Все пак, зоните от образеца, съдържащи материал с двойно пречупване, биха удвоили частта от X-поляризираната светлина в Y поляризация. Такива зони биха излезли ярки на тъмния фон. Чрез модификации на този основен принцип може да се направи разлика между положително и отрицателно двойно пречупване.
Например, изсмукване на флуид с игла от става с подагра би разкрило отрицателно двойнолъчепречупващи кристали на мононатриев урат. Кристалите на калциев пирофосфат показват слабо положително двойно пречупване. Кристалите на урата изглеждат жълти, а тези на калциевия пирофосфат изглеждат сини, когато техните надлъжни оси са наредени успоредно на осите на червен компенсиращ филтър или ако към пробата се добави за сравнение кристал с известно двойно пречупване.
Двойно лъчепречупване може да бъде наблюдавано в амилоидни плаки като тези, намирани в мозъците на пациенти с болест на Алцхаймер, когато се оцветят например с червена боя.
В офталмологията, бинокулярно прожектиране на двойното пречупване на ретината предоставя метод за надеждно засичане на кривогледство и амблиопия. Освен това, сканиращата лазерна поляриметрия използва двойно лъчепречупване на влакнестия слой на зрителния нерв, за да се измери косвено неговата дебелина, което е полезно при оценяването на глаукома.
Двойнолъчепречупващите характеристики в акрозомите позволяват избирането на сперматозоид за интрацитоплазмена инжекция на сперма. Двойното пречупване на частици, биопсирани от белодробни възли, е индикатор за силикоза.
Дерматолозите използват дерматоскопи, за да наблюдават пигментирани лезии и невуси. Дерматоскопите използват кръстосана поляризирана светлина, позволяваща на потребителя да види кристални структури, отговарящи на колаген в кожата. Тези структури могат да изглеждат като лъскави бели линии или розетки и са видими само с поляризирана дермоскопия.

### Двойно лъчепречупване, предизвикано от механично напрежение
Изотропните твърди тела не проявяват двойно лъчепречупване, но то се проявява в някои случаи когато са под механично напрежение. Напрежението може да бъде приложено външно или да е „замразено“, например след като двойнолъчепречупваща пластмаса е била охладена по време на моделиране при производителя. Когато такъв образец се постави между два кръстосани поляризатора, могат да бъдат наблюдавани цветни фигури, защото поляризацията на лъча светлина се завърта, преминавайки през двойнолъчепречупващ материал, а големината на завъртане зависи от дължината на вълната. Експерименталният метод фотоеластичност, използван за анализ на разпределението на напреженията в твърди тела се базира на същия принцип.

### Други случаи
Изучаването на двойното пречупване на сеизмичните S-вълни, пътуващи през твърдата част на Земята (течното ядро на Земята не поддържа S-вълни), се използва широко в сеизмологията.
Двойното лъчепречупване също се използва широко в минералогията за идентифициране на скали и минерали.